# Le Neufbourg
Ne doit pas être confondu avec Le Neubourg dans le département de l'Eure
Pour les articles homonymes, voir Neubourg.
Le Neufbourg est une commune française, située dans le département de la Manche en région Normandie, peuplée de 399 habitants.
Elle fait partie des villages labellisés Village patrimoine, qui œuvrent à mettre en avant leurs patrimoines matériels et/ou immatériels (historique, culturel, naturel, architectural, etc.).

## Géographie
La commune est dans le Mortainais. Son bourg est à 1,2 km au nord de Mortain, à 8 km à l'est de Juvigny-le-Tertre et à 10 km au sud de Sourdeval. Couvrant 225 hectares, le territoire du Neufbourg est le moins étendu du canton de Mortain.
| Saint-Barthélemy | Saint-Barthélemy          | Saint-Clément-Rancoudray |
| Romagny Fontenay | du Neufbourg              | Mortain                  |
| Romagny Fontenay | Romagny Fontenay, Mortain | Mortain                  |

### Hydrographie
La commune est située dans le bassin Seine-Normandie. Elle est drainée par la Cance, le Cançon, le cours d'eau 01 de la Délinière, le fossé 01 de l'ancienne Mine de Fer et divers autres petits cours d'eau,.
La Cance, d'une longueur de 19 km, prend sa source dans la commune de Ger et se jette  dans la Sélune à Mortain-Bocage, après avoir traversé cinq communes. 

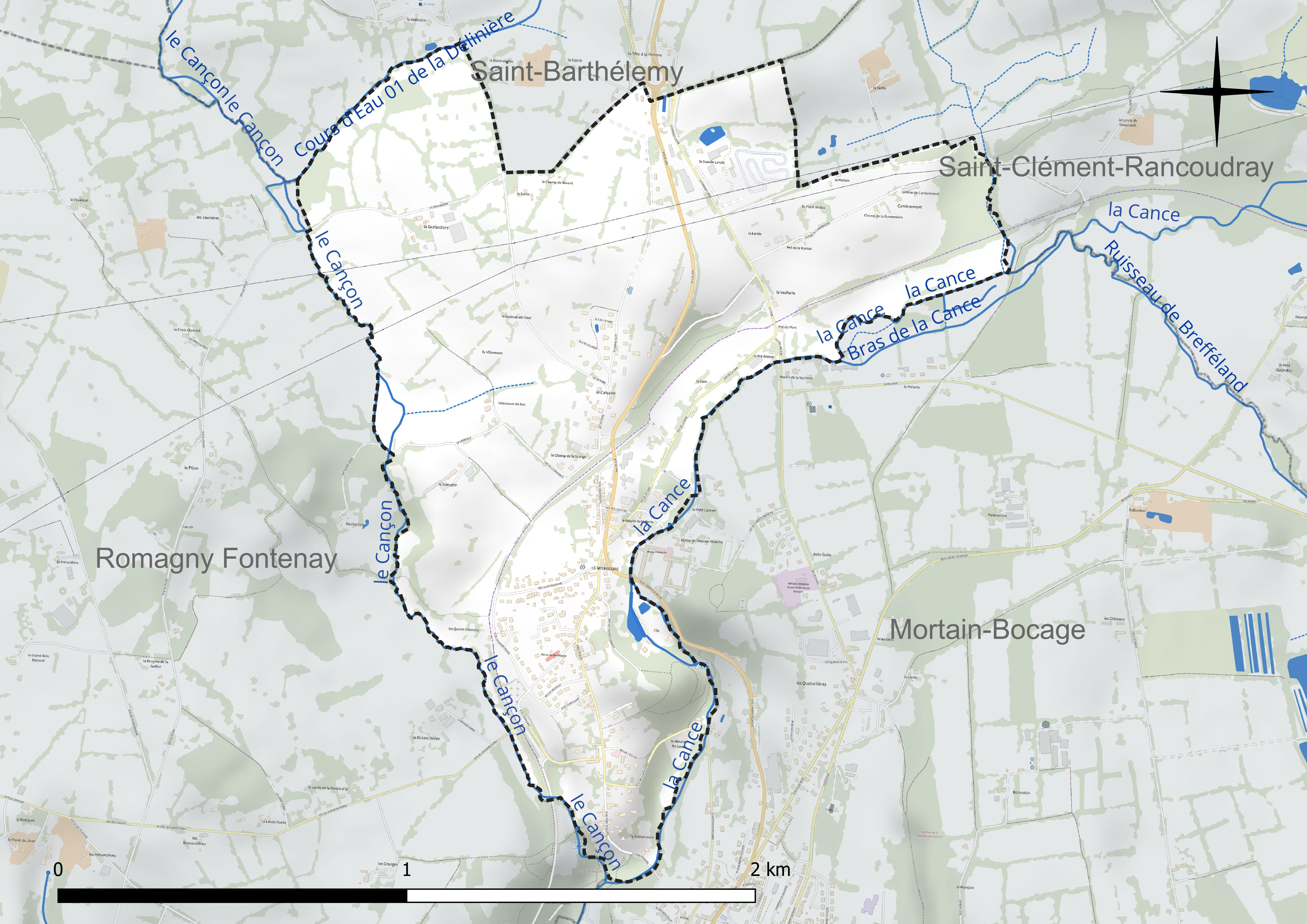
Réseau hydrographique du Neufbourg.

### Climat
Pour des articles plus généraux, voir Climat de la Normandie et Climat de la Manche.
En 2010, le climat de la commune est de type climat océanique franc, selon une étude du CNRS s'appuyant sur une série de données couvrant la période 1971-2000. En 2020, Météo-France publie une typologie des climats de la France métropolitaine dans laquelle la commune est exposée à un climat océanique et est dans la région climatique  Normandie (Cotentin, Orne), caractérisée par une pluviométrie relativement élevée (850 mm/a) et un été frais (15,5 °C) et venté. Parallèlement le GIEC normand, un groupe régional d’experts sur le climat, différencie quant à lui, dans une étude de 2020, trois grands types de climats pour la région Normandie, nuancés à une échelle plus fine par les facteurs géographiques locaux. La commune est, selon ce zonage, exposée à un « climat contrasté des collines », correspondant au Bocage normand, bien arrosé, voire très arrosé sur les reliefs les plus exposés au flux d’ouest, et frais en raison de l’altitude.
Pour la période 1971-2000, la température annuelle moyenne est de 10,1 °C, avec une amplitude thermique annuelle de 13,2 °C. Le cumul annuel moyen de précipitations est de 1 131 mm, avec 15,2 jours de précipitations en janvier et 9,6 jours en juillet. Pour la période 1991-2020, la température moyenne annuelle observée sur la station météorologique la plus proche, située sur la commune de Saint-Hilaire-du-Harcouët à 14 km à vol d'oiseau, est de 11,5 °C et le cumul annuel moyen de précipitations est de 929,5 mm,. Pour l'avenir, les paramètres climatiques de la commune estimés pour 2050 selon différents scénarios d’émission de gaz à effet de serre sont consultables sur un site dédié publié par Météo-France en novembre 2022.

## Urbanisme

### Typologie
Au 1er janvier 2024, Le Neufbourg est catégorisée commune rurale à habitat dispersé, selon la nouvelle grille communale de densité à sept niveaux définie par l'Insee en 2022.
Elle appartient à l'unité urbaine de Mortain-Bocage, une agglomération intra-départementale regroupant deux  communes, dont elle est une commune de la banlieue,,. La commune est en outre hors attraction des villes,.

### Occupation des sols
L'occupation des sols de la commune, telle qu'elle ressort de la base de données européenne d’occupation biophysique des sols Corine Land Cover (CLC), est marquée par l'importance des territoires agricoles (77,6 % en 2018), en diminution par rapport à 1990 (79 %). La répartition détaillée en 2018 est la suivante : prairies (76,6 %), zones urbanisées (19,6 %), forêts (2,9 %), zones agricoles hétérogènes (1 %). L'évolution de l’occupation des sols de la commune et de ses infrastructures peut être observée sur les différentes représentations cartographiques du territoire : la carte de Cassini (XVIIIe siècle), la carte d'état-major (1820-1866) et les cartes ou photos aériennes de l'IGN pour la période actuelle (1950 à aujourd'hui).

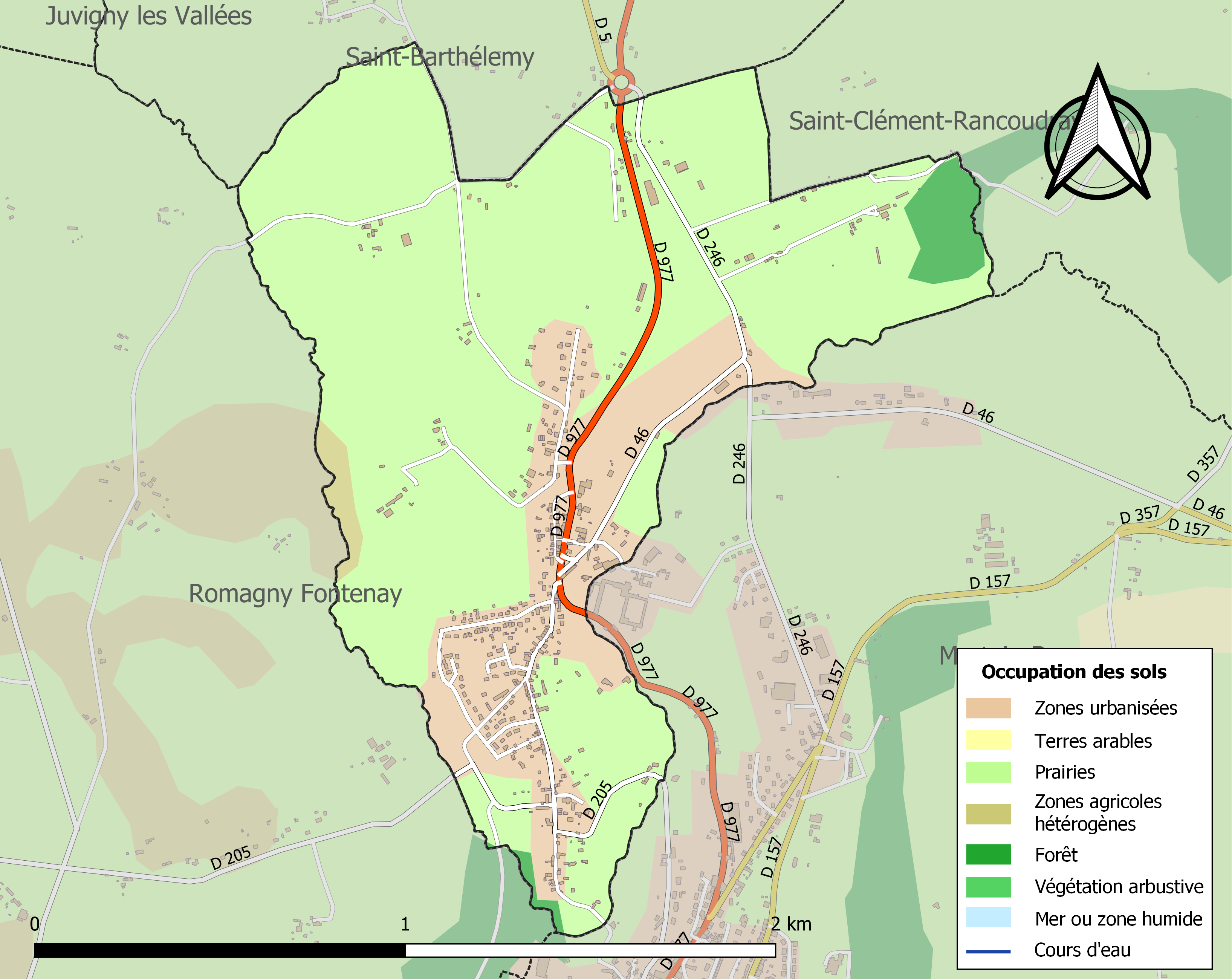
Carte des infrastructures et de l'occupation des sols de la commune en 2018 (CLC).

## Toponymie
Le nom de la localité est attesté sous les formes de Novo Burgo Moretonii en 1179,  le Noefborc en 1291.
Le toponyme semble être issu du germanique burg, « fortification », qui fut assimilé par le latin tardif burgus, et le français neuf. « Nouveau bourg ».
Le gentilé est Neufbourgeois.

## Histoire
Lors de sa création en 1105, l'abbaye Blanche reçut Le Neufbourg en dotation.

## Politique et administration
| Période                                  | Période   | Identité                 | Étiquette | Qualité                |
| ---------------------------------------- | --------- | ------------------------ | --------- | ---------------------- |
| 1857                                     | 1878      | Yves Poulain du Dumarais |           |                        |
|                                          |           |                          |           |                        |
| 1965                                     | 1983      | Marcel Morin             |           |                        |
| 1983                                     | mars 1989 | Eugène Lebreton          |           |                        |
| mars 1989                                | juin 1995 | Albert Hardy             |           | Cultivateur            |
| juin 1995                                | mars 2008 | Geneviève Boiton         | SE        |                        |
| mars 2008                                | mai 2020  | Viviane Vincent          | SE        | Éducatrice spécialisée |
| mai 2020                                 | En cours  | Daniel Binet             | SE        | Acheteur               |
| Les données manquantes sont à compléter. |           |                          |           |                        |

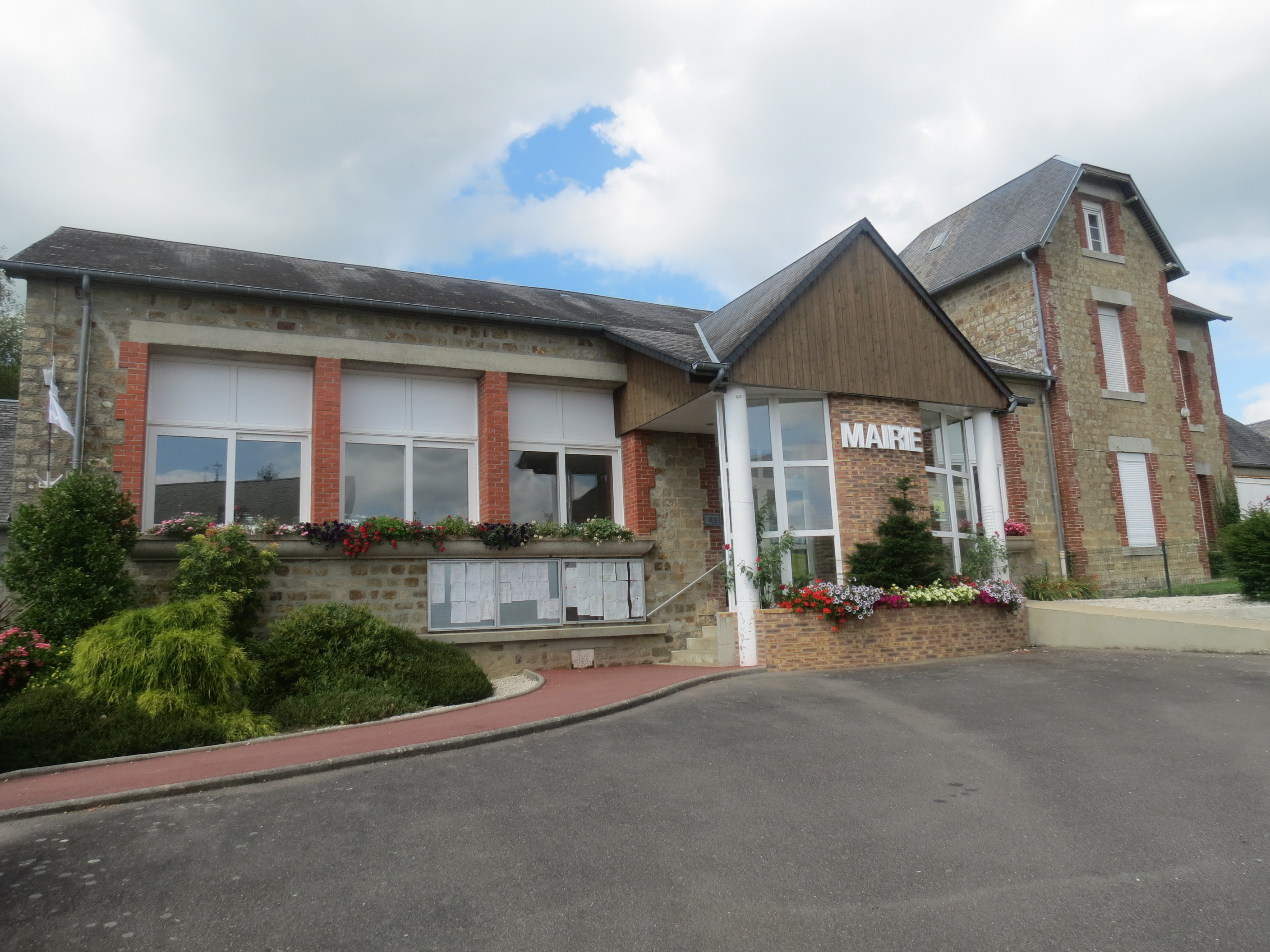
Mairie du Neufbourg.

Le conseil municipal est composé de onze membres dont le maire et trois adjoints.

## Démographie
L'évolution du nombre d'habitants est connue à travers les recensements de la population effectués dans la commune depuis 1793. Pour les communes de moins de 10 000 habitants, une enquête de recensement portant sur toute la population est réalisée tous les cinq ans, les populations de référence des années intermédiaires étant quant à elles estimées par interpolation ou extrapolation. Pour la commune, le premier recensement exhaustif entrant dans le cadre du nouveau dispositif a été réalisé en 2008.
En 2022, la commune comptait 399 habitants, en évolution de −4,55 % par rapport à 2016 (Manche : −0,31 %, France hors Mayotte : +2,11 %).
Le Neufbourg a compté jusqu'à 719 habitants en 1861.
| 1793 | 1800 | 1806 | 1821 | 1831 | 1836 | 1841 | 1846 | 1851 |
| ---- | ---- | ---- | ---- | ---- | ---- | ---- | ---- | ---- |
| 381  | 316  | 331  | 294  | 452  | 511  | 618  | 660  | 655  |

| 1856 | 1861 | 1866 | 1872 | 1876 | 1881 | 1886 | 1891 | 1896 |
| ---- | ---- | ---- | ---- | ---- | ---- | ---- | ---- | ---- |
| 628  | 719  | 686  | 679  | 634  | 584  | 660  | 646  | 565  |

| 1901 | 1906 | 1911 | 1921 | 1926 | 1931 | 1936 | 1946 | 1954 |
| ---- | ---- | ---- | ---- | ---- | ---- | ---- | ---- | ---- |
| 516  | 442  | 459  | 451  | 474  | 442  | 401  | 584  | 502  |

| 1962 | 1968 | 1975 | 1982 | 1990 | 1999 | 2006 | 2008 | 2013 |
| ---- | ---- | ---- | ---- | ---- | ---- | ---- | ---- | ---- |
| 477  | 460  | 470  | 541  | 508  | 529  | 483  | 470  | 428  |

| 2018 | 2022 | - | - | - | - | - | - | - |
| ---- | ---- | - | - | - | - | - | - | - |
| 410  | 399  | - | - | - | - | - | - | - |

## Lieux et monuments
- Église Saint-Hilaire (XIe, XIIIe – XVIIe siècles). Robert de Mortain (1030-1090) donna en 1082 l'église Saint-Hilaire à la collégiale de Mortain. Guillaume de Mortain, son fils, la transmit au Prieuré Blanc[36].

Elle abrite les statues (XVIe) de sainte Honorine, de sainte Catherine d'Alexandrie, toutes deux en pierre polychrome et une clôture du chœur (XVIIe), en bois, classées au titre objet aux monuments historiques, un bas-relief deux léopards (XIIe), un tableau la Transfiguration (XIXe), une verrière (XXe) de Chapuis et Sagot.
- Croix de cimetière (XIXe siècle), calvaire (XIXe siècle).
- Grotte et chapelle Saint-Vital (XIXe siècle) sur les lieux où l'ermite venait se retirer[36].
- La Grande Cascade, sur la Cance, en limite avec la commune de Mortain.
- Le pont du Diable et la Petite Cascade, sur le Cançon, affluent de la Cance, sont situés en limite entre Le Neufbourg et Romagny.
- L'ancien Prieuré Blanc (XIIe siècle), site originel de l'abbaye Blanche, réaménagé par la commune en gîte d'étape[36].
- Ancien presbytère près de l'église.

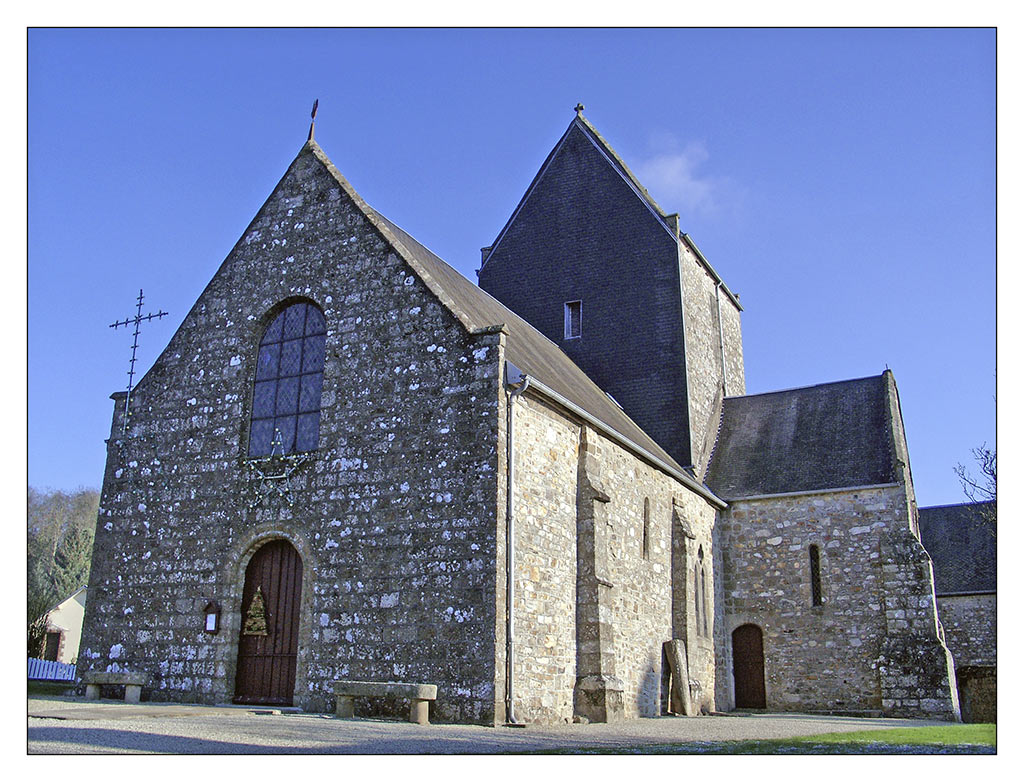
L'église Saint-Hilaire.
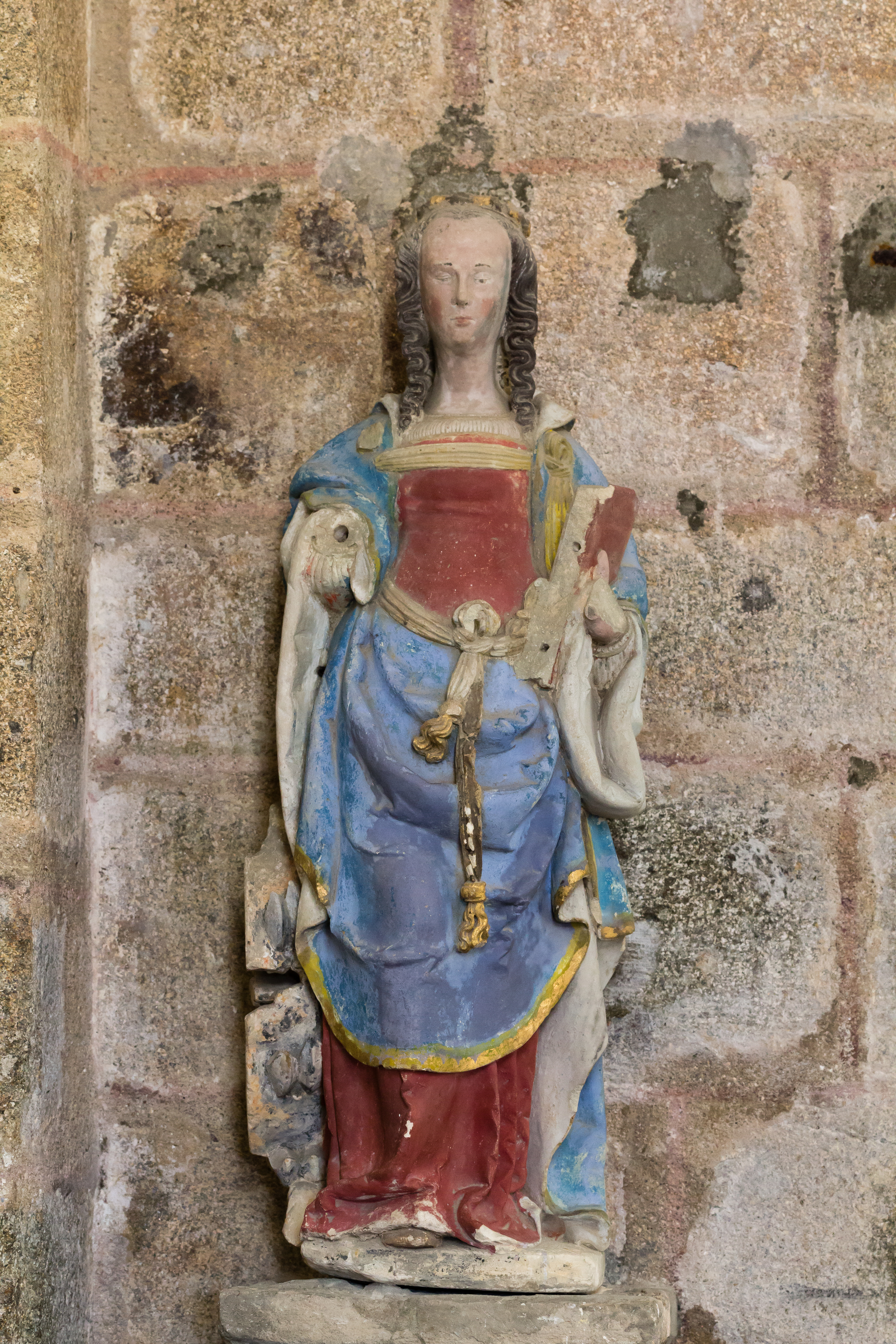
Statue de sainte Honorine.
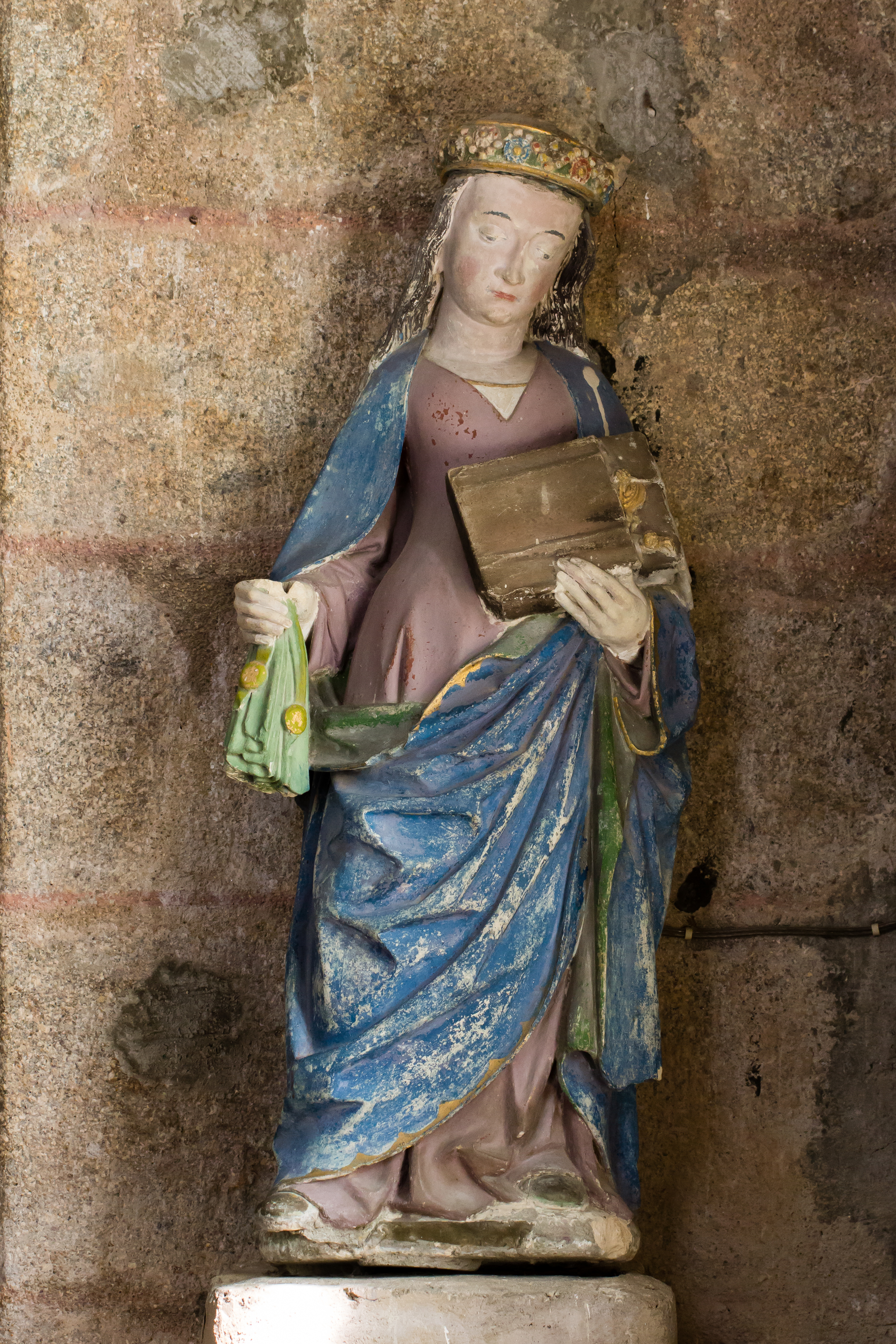
Statue de sainte Catherine.
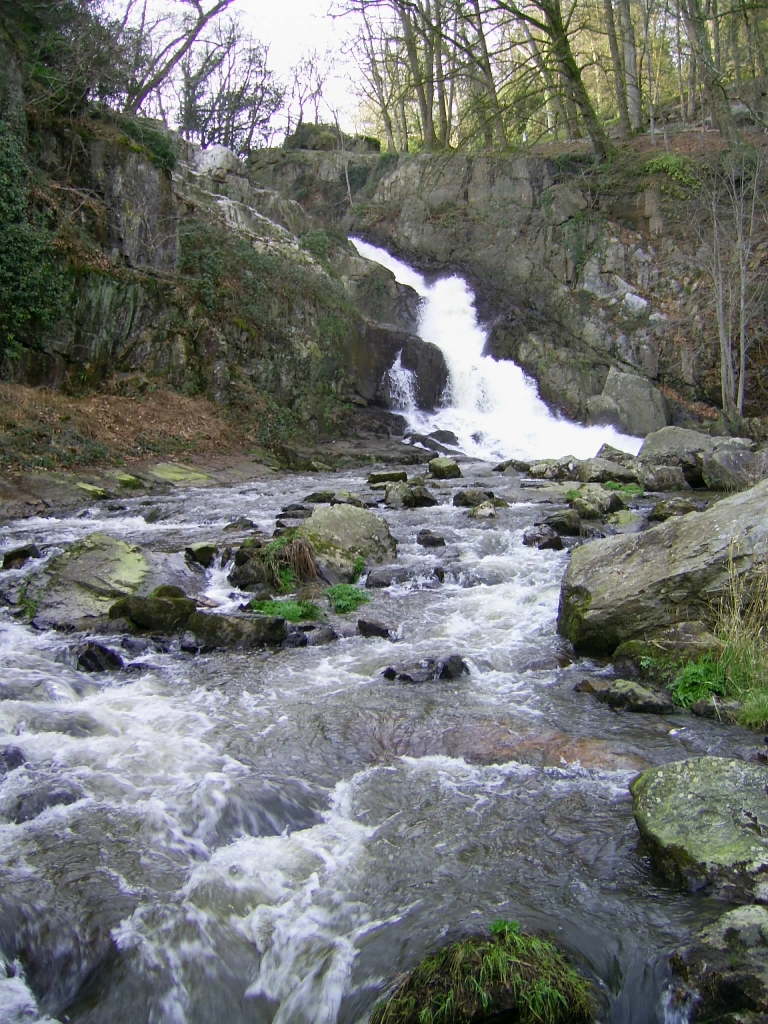
La Grande Cascade.
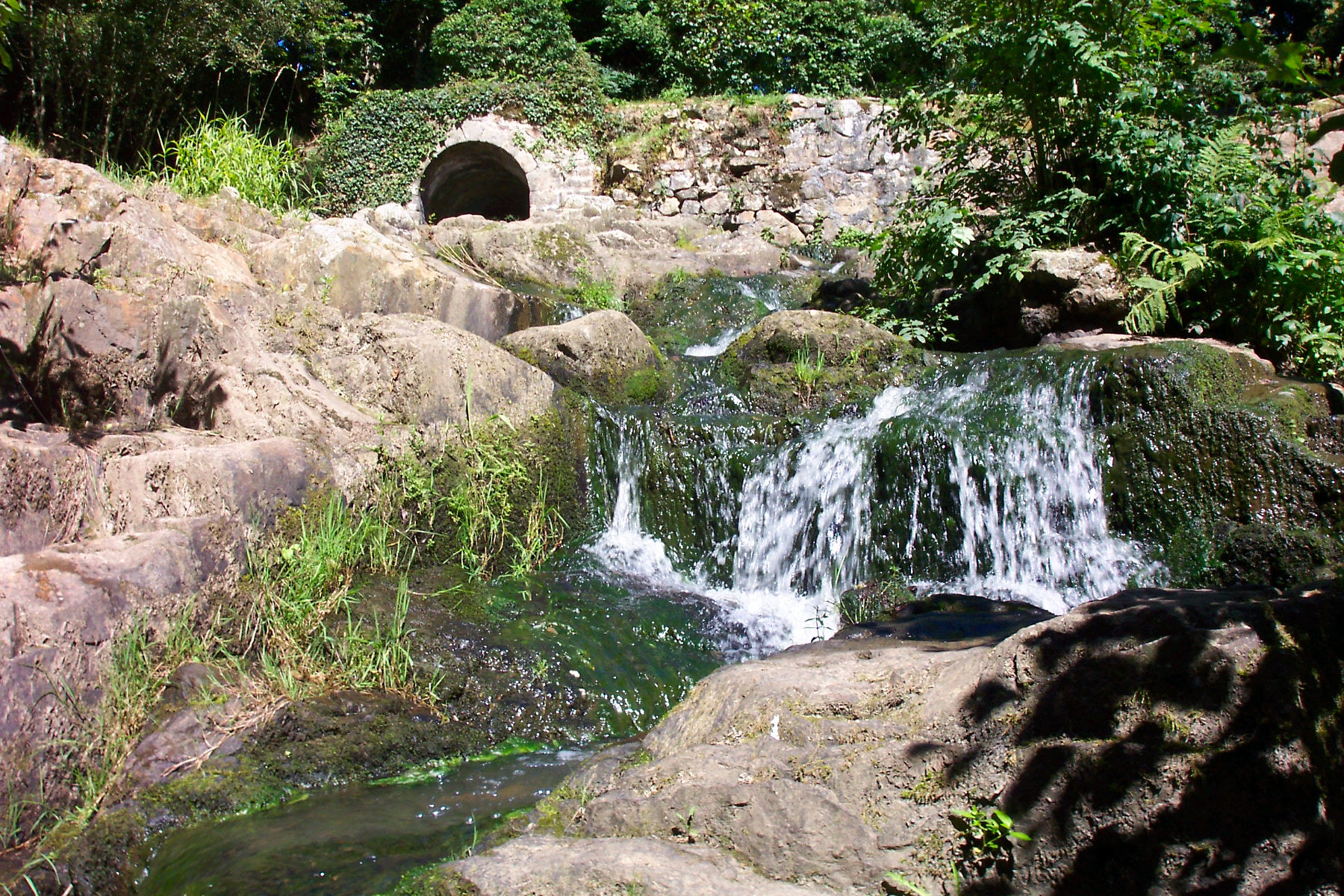
Le pont du Diable.
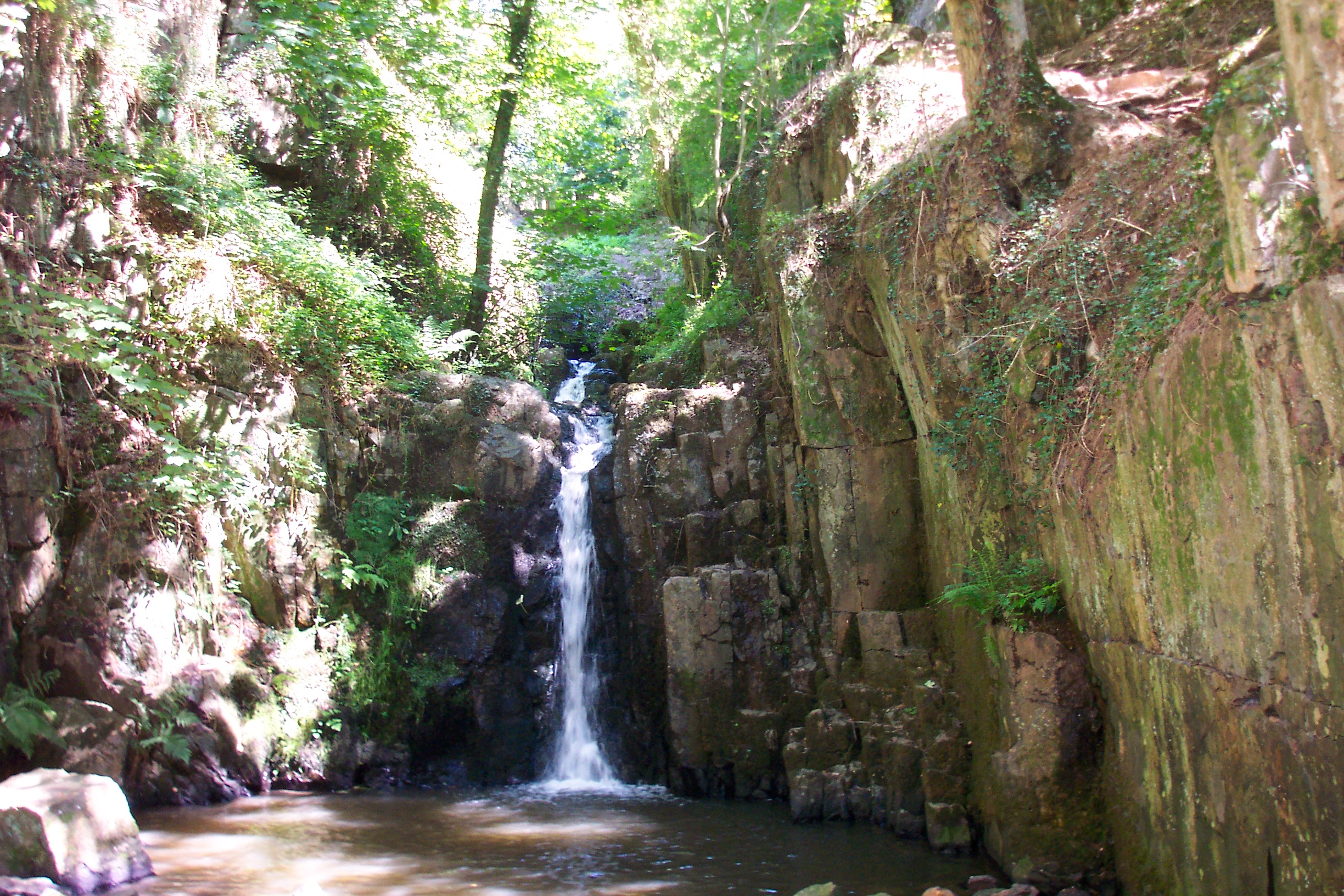
La Petite Cascade.

## Personnalités liées à la commune
- Jean-Angélique Lemoine-Villeneuve (Le Neufbourg 1745 - 1811), député de la Manche en 1791 à l'Assemblée Législative puis à la Convention, vota pour la mort de Louis XVI[36].